# Strymonikó
Strymonikó (Strymoniko) är en ort i Grekland.   Den ligger i prefekturen Nomós Serrón och regionen Mellersta Makedonien, i den norra delen av landet, 300 km norr om huvudstaden Aten. Strymonikó ligger 43 meter över havet och antalet invånare är 1 619.
Terrängen runt Strymonikó är kuperad åt sydväst, men åt nordost är den platt. Runt Strymonikó är det ganska glesbefolkat, med 40 invånare per kvadratkilometer. Närmaste större samhälle är Irákleia, 15,9 km norr om Strymonikó. == Kommentarer ==
1. ↑  Framräknat ur variansen i alla höjduppgifter (DEM 3") från Viewfinder Panoramas, inom 10 km radie.[2] Mer om algoritmen finns här: Användare:Lsjbot/Algoritmer.